# Cnemaspis mysoriensis
Espèce
Synonymes
- Gymnodactylus mysoriensis Jerdon, 1853

Statut de conservation UICN

 LC  : Préoccupation mineure
Cnemaspis mysoriensis est une espèce de geckos de la famille des Gekkonidae.

## Répartition
Cette espèce est endémique du Karnataka au Inde.

## Étymologie
Son nom d'espèce, composé de mysor[e] et du suffixe latin -ensis, « qui vit dans, qui habite », lui a été donné en référence au lieu de sa découverte, le royaume de Mysore.

## Publication originale
- Jerdon, 1854 "1853" : Catalogue of Reptiles inhabiting the Peninsula of India. Journal of the Asiatic Society of Bengal, vol. 22, p. 522-534 (texte intégral).